# باشگاه فوتبال گوایاما
باشگاه فوتبال گوایاما یک تیم فوتبال مستقر در گوایاما، پورتوریکو است. این باشگاه که در سال ۱۹۵۹ تأسیس شد، در لیگ پورتوریکو بازی می‌کند.